# Рейс, Ирвинг
Ирвинг Рейс (англ. Irving Reis) (7 мая 1906 года – 3 июля 1953 года) – американский продюсер и режиссёр радиопрограмм, в 1940-50-е годы работал как кинорежиссёр.
В середине 1930-х годов Рейс прославился как основатель и режиссёр новаторской радиопрограммы «Мастерская Коламбиа» на студии «Си-Би-Эс».
В 1940-48 годах Рейс работал на киностудии «РКО Радио Пикчерс», а в 1949 году – на «Двадцатый век Фокс» . Среди наиболее значимых работ Рейса три иронических детектива о сыщике-любителе по прозвищу Сокол (1941-42), мелодрама «Большая улица» (1942), фильм нуар «Катастрофа» (1946), эксцентрическая комедия «Холостяк и девчонка» (1947), мелодрама «Очарование» (1948), нуаровая драма «Все мои сыновья» (1948) и романтическая комедия «Кровать» (1952) .

## Биография
Ирвинг Рейс родился 7 мая 1906 года в Нью-Йорке в еврейской семье. Он вырос в нижней части нью-йоркского Ист-Сайда, затем закончил Колумбийский университет .
Новатор в области радиодрамы, Рейс был создателем и руководителем радиопрограммы «Мастерская Коламбиа» на студии «Си-Би-Эс», которая выходила в эфир с 1936 по 1946 год. За работу в жанре радиодрамы Рейс был удостоен многочисленных наград .

## Работа в кино
Впервые Рейс попробовал свои силы в кино в 1925 году в качестве одного из постановщиков комедии «Бизнес любви» (1925).
В 1940 году Рейс получил приглашение на студию «РКО Радио Пикчерс», куда в то время пришло немало сотрудников, сделавших успешную карьеру на радио. Рейс начал как режиссёр нескольких фильмов категории В, среди них невыдающиеся мелодрамы «Одна насыщенная ночь» (1940) и «Я всё ещё жив» (1940), а также комедии «Уикэнд для троих» (1941) и «Лихорадка рампы» (1941). За ними последовали три популярных фильма в жанре иронического детектива о сыщике-любителе из высшего света по прозвищу Сокол, роль которого исполнял Джордж Сэндерс.
В 1942 году Рейс был повышен до постановки фильмов категории А. «Его первой работой в этом качестве стала мелодрама «Большая улица» (1942), отличная экранизация романа Дэймона Раниона с Генри Фондой и Люсиль Болл в главных ролях».
После службы в армии во время Второй мировой войны Рейс вернулся к режиссуре, поставив некоторые из своих лучших фильмов.
За фильмом нуар «Катастрофа» (1946) с Пэтом О’Брайеном и Клер Тревор последовали эксцентрическая комедия «Холостяк и девчонка» (1947) с Кэри Грантом и Мирной Лой, нуаровая драма по пьесе Артура Миллера «Все мои сыновья» (1948) с участием Эдварда Робинсона и Берта Ланкастера, мелодрама «Очарование» (1948) с Дэвидом Найвеном, Терезой Райт, Эвелин Кейс и Фарли Грейнджером и романтическая комедия по пьесе Яна де Хартога «Кровать» (1952) с Рексом Харрисоном и Лилли Палмер .
Менее удачными картинами Рейса были драма «Розинна МакКой» (1949) с Фарли Грейнджером и Джоан Эванс, музыкальная комедия «Танцующая в темноте» (1949) с Уильямом Пауэллом и Марком Стивенсом, комедия «Три мужа» (1950) и вестерн «Нью-Мексико» (1951).
Ирвинг Рейс умер 3 июля 1953 года от рака в Вудленд-Хиллз, штат Калифорния.

## Фильмография
- 1932 – Бизнес любви / The Business of Love
- 1940 – Одна насыщенная ночь / One Crowded Night
- 1940 – Я всё ещё жив / I'm Still Alive
- 1941 - Лихорадка рампы / Footlight Fever
- 1941 – Уикэнд для троих / Weekend for Three
- 1941 – Дерзкий Сокол / The Gay Falcon
- 1942 – Свидание с Соколом / A Date with the Falcon
- 1942 – Сокол и большая афера / The Falcon Takes Over
- 1942 – Большая улица / The Big Street
- 1943 – Дети Гитлера / Hitler's Children
- 1946 – Катастрофа / Crack-Up
- 1947 – Холостяк и девчонка / The Bachelor and the Bobby-Soxer
- 1948 – Все мои сыновья / All My Sons
- 1948 – Очарование / Enchantment
- 1949 – Розинна МакКой / Roseanna McCoy
- 1949 – Танцующие в темноте / Dancing in the Dark
- 1951 – Три мужа / Three Husbands
- 1951 – Нью-Мексико / New Mexico
- 1952 – Кровать / The Fourposter